# Allænd North
Allænd North ist eine Band aus dem Chiemgauer Raum. Der Name ist eine Zusammensetzung aus den Wörtern "all" + "end" bzw. "all" + "land" und "North" (Norden). Ausgesprochen wird der Bandname, als würde er "All and North" geschrieben. Musikalisch verbindet die Band Stilelemente aus den Musikrichtungen Shoegaze und Trip-Hop. Die Bandmitglieder stammen aus München, Traunstein, Trostberg und Bad Ischl (Oberösterreich).

## Geschichte
Eigentlich als Studioprojekt gedacht, veröffentlichte die Gruppe Allænd North im Juli 2016 ihre erste EP Impact. Der Produzent Stefan Firnwald Wallner hatte mit seinen Kollegen Fricko Friese und Johannes Oberauer an den Arrangements gearbeitet und die Aufnahmen übernommen. Als Gastsängerinnen und -texterinnen waren auf Impact die Österreicherinnen Mimu Merz (mimu) und Anna Schauberger (The Unused Word, Yolo Ferrari) vertreten.
Im Dezember 2016 wurde die Band vom bayerischen Radiosender PULS zur "Band der Woche" gekürt, woraufhin aus dem Studioprojekt schnell eine Live-Band werden musste. Zu den bisherigen Bandmitgliedern Stefan Aigner, Fricko Friese und Johannes Oberauer kamen Anna Schauberger als Sängerin und Guido Kudielka am Schlagzeug. Einige der Bandmitglieder lernten einander erst im Laufe der Proben für die Live-Aufzeichnung persönlich kennen. Eigentlich bis zu diesem Zeitpunkt weiterhin nur als Studioband gedacht, beschlossen die Musiker aufgrund der positiven Stimmung im Laufe der ersten Probe, künftig tatsächlich als Live-Band zu fungieren und erneut zusammen aufzutreten. Im Dezember 2016 erschien die EP Never, Never, die zum kostenlosen Download über Bandcamp bereitstand.
Die Band gab unter anderem Konzerte beim PULS Club Festival in Traunstein, bei dem Festival Sound of Munich Now 2017 der Süddeutschen Zeitung in München, beim KAPU Sommerfest Linz (Österreich), sowie in Schaffhausen (Schweiz).

## Diskografie
- 2016: Impact (EP, Eigenproduktion)
- 2016: Never Never (EP, Eigenproduktion)